# AQUA@home
AQUA@home (Adiabatic QUantum Algorithms at home) — проект добровольных вычислений канадской компании D-Wave Systems Inc., работающего на платформе BOINC. Цель проекта — спрогнозировать эффективность сверхпроводимого адиабатического квантового компьютера на целый ряд проблем, начиная от материаловедения до машинного обучения. Разрабатываются и анализируются алгоритмы квантовых вычислений, используя квантовый метод Монте-Карло.

## Хронология создания компьютеров
В 2007 году компания D-Wave впервые продемонстрировала 16-кубитный квантовый процессор Orion. Его чип выполнен из ниобия, который охлаждается в жидком гелии до температуры близкой к абсолютному нулю. Поэтому компьютер и называют адиабатическим, так как при таком охлаждении возникают условия, когда система не получает и не отдаёт тепло. При этом 16 металлических дорожек из ниобия, расположенные на кремниевой подложке и разделённые изолятором, начинают пропускать электрический ток по часовой стрелке, против неё или в обоих направлениях. Таким образом, выполняется главное условие квантовых вычислений — суперпозиция двух состояний в квантовом бите информации (кубите). Вся информация хранится в виде направлений течения тока по металлическим петлям и переходам. Позже, в 2008 году, компания представила 28-кубитный квантовый процессор Leda с усовершенствованной технологией связи между кубитами.
23 августа 2011 года администрация проекта опубликовала новость о прекращении деятельности.

## Единицы измерения информации в квантовых компьютерах
В отличие от привычной единицы информации — бит, который может принимать только одно из двух возможных значений — или «0», или «1», кубит в соответствии с принципом неопределённости квантовой механики, может находиться в суперпозиции — одновременно в состоянии и «0», и «1». Поэтому квантовое вычислительное устройство размером L кубит может выполнять параллельно {\displaystyle 2^{L}} операций: если квантовый процессор Orion мог выполнять параллельно {\displaystyle 2^{16}}=65 536 операций, то процессор Leda — уже {\displaystyle 2^{28}}= 268 435 456. Останавливаться на достигнутом в D-Wave не собираются — на очереди квантовые компьютеры с 512 и 1024 кубитами. Это открывает фантастические возможности для вычислений.

## Применение квантовых компьютеров
Пока варианты использования квантовых компьютеров D-Wave ограничены возможностями вычислительных алгоритмов, для развития которых и предназначен проект AQUA@home. Но уже сейчас Orion с успехом справляется со сложнейшей задачей распознавания образов на фотографиях, играючи решает японскую головоломку Судоку, по заданным параметрам производит поиск молекул в химической базе данных. Наилучшим образом проявить себя квантовые компьютеры смогут в решении задач с большим числом переменных, требующих распараллеливания вычислений на множество потоков. Это задачи теории управления, оптимизации процессов, моделирования работы сложных физических, химических и биологических систем. Но прежде, чем все это заработает участникам AQUA@home предстоит сделать свой вклад в развитие адиабатического квантового алгоритма вычислений.

## Статистика вычислений проекта
Данные на 10 июня 2011 года
| Средняя скорость (гигафлопс) | среднее кол-во новых хостов за 24 ч. | среднее кол-во новых пользователей за 24 ч. | Среднее кол-во заданий в постоянной обработке |
| ---------------------------- | ------------------------------------ | ------------------------------------------- | --------------------------------------------- |
| 146,571                      | 83                                   | 42                                          | 22,324                                        |

## Самые активные команды проекта
Здесь представлены самые активные, участвующие в разработке квантового компьютера. Данные на 10 июня 2011 года
| Позиция | Название организации   | Кол-во частников | Очков среднем за день | Всего очков   | Страна             |
| ------- | ---------------------- | ---------------- | --------------------- | ------------- | ------------------ |
| 1       | Движение "Дух времени" | 5169             | 22,959,202            | 1,315,028,954 | Международная      |
| 2       | SETI.USA               | 559              | 2,144,313             | 1,142,639,475 | США (Команда)      |
| 3       | L'Alliance Francophone | 534              | 1,579,897             | 847,866,783   | Международная      |
| 4       | Russia                 | 565              | 1,165,845             | 784,146,664   | Россия (Команда)   |
| 5       | SETI.Germany           | 675              | 1,465,948             | 542,688,834   | Германия (Команда) |